# Pavlovci (Nova Kapela)
Pavlovci is een plaats in de gemeente Nova Kapela in de Kroatische provincie Brod-Posavina. De plaats telt 69 inwoners (2001).